# Грасс-Веллі (Каліфорнія)
Грасс-Веллі (англ. Grass Valley) — місто (англ. city) в США, в окрузі Невада штату Каліфорнія. Населення — 14 016 осіб (2020).

## Географія
Грасс-Веллі розташований за координатами 39°13′25″ пн. ш. 121°3′18″ зх. д. / 39.22361° пн. ш. 121.05500° зх. д. (39.223686, -121.055004).  За даними Бюро перепису населення США в 2010 році місто мало площу 12,28 км², уся площа — суходіл. В 2017 році площа становила 13,59 км², уся площа — суходіл.

### Клімат
| Клімат : Грасс-Веллі    | Клімат : Грасс-Веллі | Клімат : Грасс-Веллі | Клімат : Грасс-Веллі | Клімат : Грасс-Веллі | Клімат : Грасс-Веллі | Клімат : Грасс-Веллі | Клімат : Грасс-Веллі | Клімат : Грасс-Веллі | Клімат : Грасс-Веллі | Клімат : Грасс-Веллі | Клімат : Грасс-Веллі | Клімат : Грасс-Веллі | Клімат : Грасс-Веллі |
| Показник                | Січ.                 | Лют.                 | Бер.                 | Квіт.                | Трав.                | Черв.                | Лип.                 | Серп.                | Вер.                 | Жовт.                | Лист.                | Груд.                | Рік                  |
| Абсолютний максимум, °C | 25,0                 | 27,2                 | 27,2                 | 31,1                 | 37,2                 | 37,8                 | 42,2                 | 42,2                 | 40,0                 | 36,1                 | 30,6                 | 26,7                 | 42,2                 |
| Середній максимум, °C   | 11,9                 | 12,9                 | 14,2                 | 16,7                 | 21,7                 | 26,4                 | 30,8                 | 30,6                 | 27,9                 | 22,3                 | 15,3                 | 11,7                 | 20,2                 |
| Середній мінімум, °C    | 0,0                  | 0,9                  | 2,2                  | 3,8                  | 7,4                  | 10,7                 | 13,4                 | 12,8                 | 10,3                 | 6,1                  | 2,3                  | −0,2                 | 5,8                  |
| Абсолютний мінімум, °C  | −9,4                 | −12,8                | −7,2                 | −3,3                 | −2,8                 | 2,2                  | 4,4                  | 5,0                  | 1,7                  | −2,8                 | −7,2                 | −16,1                | −16,1                |
| Норма опадів, мм        | 246                  | 217                  | 211                  | 102                  | 50                   | 17                   | 3                    | 5                    | 20                   | 69                   | 171                  | 240                  | 1353                 |
| Днів з опадами          | 13,1                 | 12,1                 | 11,9                 | 8,4                  | 5,5                  | 2,7                  | 0,2                  | 0,9                  | 2,2                  | 5,0                  | 10,0                 | 12,6                 | 84,6                 |
| Днів зі снігом          | 0,4                  | 1,0                  | 1,1                  | 0,2                  | 0                    | 0                    | 0                    | 0                    | 0                    | 0                    | 0,1                  | 0,6                  | 3,4                  |
| ----------------------- | -------------------- | -------------------- | -------------------- | -------------------- | -------------------- | -------------------- | -------------------- | -------------------- | -------------------- | -------------------- | -------------------- | -------------------- | -------------------- |
| Джерело: NOAA           |                      |                      |                      |                      |                      |                      |                      |                      |                      |                      |                      |                      |                      |

## Демографія
Згідно з переписом 2010 року, у місті мешкало 12 860 осіб у 6077 домогосподарствах у складі 2961 родини. Густота населення становила 1047 осіб/км².  Було 6637 помешкань (540/км²).
Расовий склад населення:
| - 89,4 % — білих - 1,6 % — корінних американців - 1,5 % — азіатів - 0,4 % — чорних або афроамериканців - 0,1 % — вихідців з тихоокеанських островів - 3,3 % — осіб інших рас |

До двох чи більше рас належало 3,9 %. Частка іспаномовних становила 10,4 % від усіх жителів.
За віковим діапазоном населення розподілялося таким чином: 20,4 % — особи молодші 18 років, 56,1 % — особи у віці 18—64 років, 23,5 % — особи у віці 65 років та старші. Медіана віку мешканця становила 43,2 року. На 100 осіб жіночої статі у місті припадало 78,9 чоловіків;  на 100 жінок у віці від 18 років та старших — 73,5 чоловіків також старших 18 років.
Середній дохід на одне домашнє господарство  становив 49 422 долари США (медіана — 33 700), а середній дохід на одну сім'ю — 48 442 долари (медіана — 38 269). Медіана доходів становила 45 441 долар для чоловіків та 35 224 долари для жінок. За межею бідності перебувало 28,4 % осіб, у тому числі 47,9 % дітей у віці до 18 років та 8,2 % осіб у віці 65 років та старших.
Цивільне працевлаштоване населення становило 4747 осіб. Основні галузі зайнятості: освіта, охорона здоров'я та соціальна допомога — 19,6 %, мистецтво, розваги та відпочинок — 16,7 %, роздрібна торгівля — 15,6 %.